# Empirična literarna veda
Za empirično literarno vedo oz. znanost (ELZ) je značilen kontekstualni pristop k literaturi. Predmet preučevanja v ELZ je množica literarnih besedil in njihovih različnih prenosov v druge medije ter literarnih dejavnosti, ki so povezane z njimi. To so proizvajanje ali produkcija, posredovanje ali distribucija, sprejemanje ali recepcija ter obdelovanje. Uporablja kvalitativne in kvantitativne metode. Eden od pristopov je sistemski pristop.